# Инженер-флагман 1-го ранга

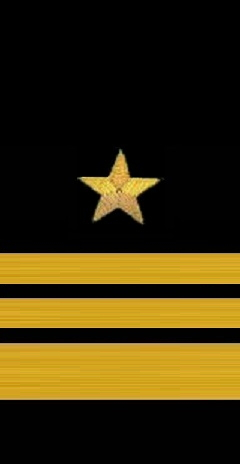
Инженер-флагман
1-го ранга.

Инженер-флагман 1-го ранга — воинское звание Морских Сил Рабоче-Крестьянской Красной Армии Союза ССР (МС РККА СССР). Предшествующее более низкое звание: инженер-флагман 2-го ранга. Следующее более высокое звание: инженер-флагман флота.

## История
Звание инженер-флагман 1-го ранга введено Постановлением ЦИК СССР и СНК СССР от 22 сентября 1935 года утверждено постановлением Совета Народных Комиссаров СССР № 2591 для Морских Сил РККА СССР от 22 сентября 1935 года и объявлено приказом Народного Комиссара обороны № 144 от 26 сентября 1935 года.
Было введено как звание для военно-технического состава морских сил РККА взамен всех прежних званий военно-технического состава служебной категории К-12. Предназначалось для начальников технических служб на флотах, а также для профессорско-преподавательского состава военно-учебных заведений флота. В морских частях пограничных и внутренних войск НКВД это звание не устанавливалось.
Соответствовало званиям комкор и корпусный комиссар; аналог воинского звания вице-адмирал в российском, советском и иностранных военно-морских флотах.
Отменено 7 мая 1940 года в связи с введением новых званий, утверждённых Указом Президиума Верховного совета СССР «Об установлении воинских званий высшего командного состава Военно-Морского Флота», которым введено звание инженер-вице-адмирал.

## Знаки различия
Во флоте расцветки галунов и просветов на нарукавных знаках различия были установлены Постановлением СНК СССР от 2 декабря 1935 г. № 2591. 
Инженер-флагман 1 ранга носил один широкий и два средних галуна жёлтого (золотистого) цвета. Над галуном была размещена одна жёлтая пятиконечная звезда.

## Присвоение звания[5]
Данное воинское звание было присвоено только начальнику кафедры гидрографии Военно-морской академии им. К.Е. Ворошилова Матусевичу Николаю Николаевичу (1879—1950) 22 декабря 1939 года (приказ НКВМФ № 03795), который 4 июня 1940 года был переаттестован в генерал-лейтенанта береговой службы. А соответствующее звание инженер-вице-адмирал получил только 22 января 1944 года.